# Термонатрит
Термонатрит (рос. термонатрит; англ. thermonatrite; нім. Thermonatrit m) — мінерал, водний карбонат натрію острівної будови. 

## Етимологія та історія
Термонатрит був названий у 1845 році Вільгельмом Ріттером фон Гайдінгером, який назвав мінерал «натрон, висушений теплом» після грецького слова θερμός [thermós], що означає теплий, і пов’язаного з ним мінеральної соди або хімічної сполуки натрон, натякаючи на його походження.

## Опис
Хімічна формула: Na2CO3xH2O.
Містить (%): Na2О — 50,0; CO2 — 35,5; H2O — 14,5.
Сингонія ромбічна. Ромбо-дипірамідальний вид. Утворює кірки, нальоти, вицвіти, зернисті аґреґати, які легко розчиняються у воді. Густина 2,26. Тв. 1,0-1,5. Безбарвний до білого, жовтуватий. Блиск скляний. Прозорий. У шліфах безбарвний. На смак лужний. Ріжеться ножем. Хімічний осад содових озер. Випадає осадом в содових озерах Китаю, Індії, Танзанії. Продукт згону при вулканічних ексгаляціях. При вивітрюванні вилуговується. Рідкісний.
Асоціація: Трона, натрон, галіт.

## Розповсюдження
Поширений у незначних кількостях у пустелях по всьому світу.
Знахідки: Сегедін, Дебрецен (Угорщина), Везувій, Італія, пустелі і содові озера Судану, Єгипту та Сх. Індії. В Росії — Кольський півострів, хребти Расвумчорр і Кукісвумчорр, масив Хібіни, масив Ловозеро.
Ілімаусак, Ґренландія. Мон-Сент-Ілер, Квебек, Канада. В США — штати Каліфорнія, Нью-Мексико, Мічиган, Невада, Орегон, Юта та Вашингтон. У басейні озера Богорія, Рифтова долина, Кенія. Навколо гори Еребус, Земля Вікторії, Антарктида.